# Bactrocera abundans
Bactrocera abundans är en tvåvingeart som beskrevs av Drew 1989. Bactrocera abundans ingår i släktet Bactrocera och familjen borrflugor. Inga underarter finns listade.